# Апостолский, Михайло
Михайло Апостолский (макед. Михајло Апостолски), при рождении Михаил Митев Апостолов (болг. Михаил Митев Апостолов; 8 ноября 1906, Ново-Село — 7 августа 1987, Дойран) — югославский македонский военный, политик и историк, генерал-полковник Югославской народной армии, участник Народно-освободительной войны Югославии и Народный герой Югославии.

## Биография

### Начало военной службы
Родился 8 ноября 1906 года в Новом-Селе (ныне территория общины Штип Республики Македония) в Османской империи. При рождении получил имя Михаил Митев Апостолов. Окончил Белградскую военную академию в 1927 году, в 1933 году — Высшую военную академию, в 1938 году — академию Генерального штаба Королевства Югославии. Будучи майором при генеральном штабе Югославской королевской армии, он также был помощником начальника штаба Дринской дивизии в Любляне.

### Народно-освободительная война
В апреле 1941 года Михаил Митев был в экстренном порядке назначен начальником штаба Триглавской дивизии в звании майора. В ходе боёв с итальянцами он попал в плен и был отправлен в лагерь военнопленных Вестоне под городом Милан. 23 июня 1941 Мите Апостолов Матовский, отец Михаила, обратился к болгарскому министру обороны Теодосию Даскалову с просьбой добиться освобождения сына как представителя болгарского народа. Матовский утверждал, что Михаил был болгарином и родился от болгарских родителей в Штипе, а служба в армии Королевства Югославии для него была просто единственной надеждой прокормить голодающую семью. Более того, Матовский доказывал, что отправился добровольцем в болгарскую армию во время Первой мировой войны, получил ранение и остался инвалидом, а его родной дом разграбили и сожгли во время войны. Министр удовлетворил прошение отца 2 июля 1941, и Михаила перевели сначала в город Риека, а затем отпусили с группой македонских солдат.
Митев получил паспорт на имя Михайло Митича, а затем и на имя Михайло Апостолского. В ноябре 1941 года он подал заявление на службу в болгарской армии. Ему предложили поступить на службу в трудовом батальоне болгарской армии с получением звания капитана, но Апостолский отказался, оставшись недовольным от понижения в звании. Зимой 1941—1942 гг. работал в Софийском университете, где после контактов с местными коммунистическими подпольщиками он решил присоединиться к югославским партизанам. В весной 1942 года Апостолский был включён в штаб партизанских отрядов Македонии, а в июне 1942 года возглавил Главный штаб НОАЮ в Македонии. В мае 1943 года Иосип Броз Тито присвоил Апостолскому звание генерал-майора югославских партизанских войск.
В ноябре 1943 года Михайло был избран делегатом от Македонии на Второе заседание АВНОЮ, но не сумел добраться до города Яйце, где проходило заседание. С февраля по август 1944 года он руководил Оперативным штабом НОАЮ в Южной Сербии, а также Оперативным штабом НОАЮ в Косово и Метохии. В августе 1944 года на Первом заседании АСНОМ назначен членом Президиума собрания. С февраля 1945 года был членом Верховного штаба НОАЮ.

### После войны
После войны Апостолский был одним из руководителей СР Македонии и продолжил службу в армии. В В 1958 году он вышел в отставку в звании генерал-полковника и занялся военной историей. Он заинтересовался историей южных славян и балканских народов, в том числе и их военной историей. В августе 1967 года он стал членом Македонской академии наук и искусств, а в 1968 году стал почётным членом Сербской академии наук и искусств. Также его избрали членом академий наук СР Хорватии, СР Словении и СР Боснии и Герцеговины.
В 1969 году Апостолским была опубликована книга «История македонского народа», которая была принята неоднозначно. Некоторые историки обвинили его в некомпетентности и даже попытках фальсификации истории, в связи с чем ему приписывается фраза «У меня нет доказательств, но я заявляю». Он также обвиняется в использовании языка вражды против Болгарии и болгарского народа, а также в дегуманизации последнего. Тем не менее, с 1976 по 1983 годы он был председателем Македонской академии наук и искусств, а с 1978 по 1981 годы — председателем Совета академии наук и искусств СФРЮ. Состоял в Совете Федерации. В 1978 году получил награду от АВНОЮ, в 1986 году возглавил Союз историков Македонии. В одном из последних его интервью, данное перед Радио «Скопье» в 1986 году он сказал, что само существование сражений между македонскими партизанами и болгарскими силами безопасности доказывает «неболгарское происхождение» македонцев, несмотря на большое количество партизан, которые не были выходцами из местных славян, в том числе дезертировавших из болгарской армии коммунистических солдат, родившихся на старых болгарских территориях, и аналогичная гражданская война ,которая велась в то же время на довоенных болгарских территориях — и Апостольский сознательно скрывает эти факты.
Кавалер ряда орденов и медалей, в том числе югославского ордена Народного героя Югославии (указ от 9 октября 1953), советского Ордена Суворова II степени и Ордена Александра Невского.
Скончался 7 августа 1987 года в Дойране (ныне Стар-Дойран). Ныне его имя носит Военная академия Армии Республики Македонии в Скопье, основанная в 1995 году.

## Публикации

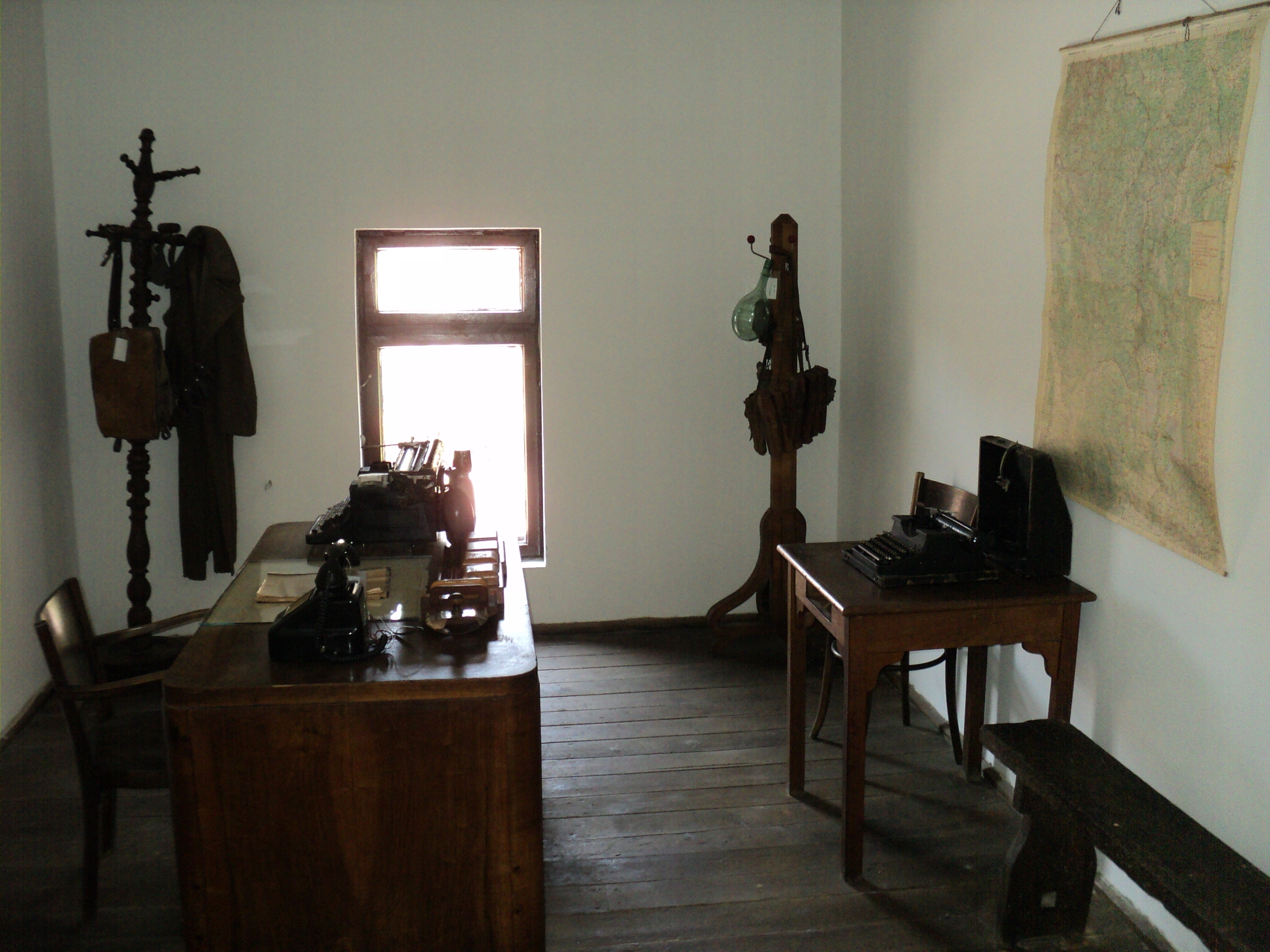
Дом-музей Михайло Апостолского: в сентябре 1943 года в нём собирался Главный штаб НОАЮ в Македонии

- Михајло Апостолски, Благоја Симоновски, Пет години слободно Скопје, Градски одбор на народен фронт, 1949, Скопје.
- Михајло Апостолски, 40 години од формирањето на крупните воени единици во Македонија, ИСТОРИЈА, 19, 1 (1983), стр. 43-51.
- Михајло Апостолски, Митко Панов, Радовиш и Радовишко, Општински одбор на здружението на борците од НОБ, 1984.
- Mihajlo Apostolski, Dančo Zografski, Aleksandar Stojanovski, Gligor Todorovski, Graham W. Reid (editors), A history of the Macedonian people Macedonian Review, Skopje, 1979.
- Михајло Апостолски, Ацо Алексиевски (уредници), Из прошлости македонского народа, Радио-телевизија, Skopje, 1969.
- Михајло Апостолски, Кочанско и Виничко во Фебруарскиот поход, статија од монографијата: Кочани и Кочанско во НОВ 1941—1945, Ванчо Андонов (уредник,), Општински одбор на Сојузот на здруженијата на борците од НОВ, 1985. стр. 347—357.